# Joakim Akilles von Düben
Joakim Akilles von Düben, född den 3 januari 1864 i Stockholm, död den 21 maj 1902 vid Tärnö, var en svensk friherre, lärare och militär (kapten).

## Biografi
von Düben föddes som son till maskiningenjören August von Düben och Adamina von Vegesack. Vidare var han sonson och dotterson till de sista landsförvisade svenskarna, Gustaf von Düben och Ernst von Vegesack. Han genomgick sjökrigsskolan och blev därefter underlöjtnant vid flottan 1883 och löjtnant 1888. Åren 1885–1886 studerade han vid den högre minkursen. År 1890 blev han informationsofficer och 1895 kapten vid flottan. Han tilldelades ordensutmärkelsen riddare av Rumänska Stjärnans orden. Åren 1898–1902 var han lärare i min- och belysningskunskap vid sjökrigsskolan.
von Düben översatte Läran om elektriciteten och magnetismen (engelska: Elementary Lessons in Electricity and Magnetism) av fysikern Silvanus P. Thompson som gavs ut 1896 i Sverige.
von Düben avled ogift men hade en relation med grevinnan Elsa Bonde af Björnö, dotter till Gustaf Fredrik Bonde.

### Översättningar
- Thompson, Silvanus (1896). Läran om elektriciteten och magnetismen. Stockholm: Norstedt. Libris 1645662

## Utmärkelser
- Riddare av Rumänska Stjärnans orden,  1895

[Redigera Wikidata]